# Spelman från Rättvik
Spelman från Rättvik är ett musikalbum av Pers Hans, utgivet 1979 av Sonet Records. Skivan spelades in under en natt i Kyrkskolan, Rättvik den 17 februari 1979.
Skivan ingick i en svensk folkmusikserie som Sonet Records gav ut och 2001 gavs skivan ut på CD som Fiddler from Rättvik. Albumet var nummer 22 i ordningen som återutgivits på CD i Sonets folkmusikserie.

## Låtlista

### 2001 års CD-utgåva
Alla låtar är traditionella om inget annat anges.
1. "'Träskomarschen' after Blank Kalle i Blecket"
2. "Polska after Pers Olle, Östbjörka"
3. "Polska after Pers Olle"
4. "Polska av Pers Hans" (Pers Hans)
5. "'Garbergskäringen'. Polska efter Pers Ols Gudmund, Gärdebyn"
6. "Bridal Marsch after Höök Olle"
7. "Polska after Jones Far, Backa"
8. "Kersti's Polska" (Pers Hans)
9. "Waltz from Enviken"
10. "Polska after Minu Lars"
11. "Polska after Dal Jerk"
12. "Polska after Pers Olle"
13. "Hins polska after Pers Olle"
14. "Polska after Päckos Olle, Bingsjö"
15. "Polska after Höök Olle"

Total tid: 47:16

## Medverkande
- Pers Hans – fiol
- Ville Roempke – producent
- Björn Ståbi – medproducent